# Black Sonic
Black Sonic – metalowa grupa muzyczna z Triesen w Liechtensteinie. Zespół został założony w 2003 roku pod nazwą Black Sonic Prophets i przemianowany na obecną nazwę w 2008 roku. Rozwiązany został w 2012 r.

## Członkowie
- Stefan „Mäthi“ Mathis (wokal, gitara)
- Marco Gassner (gitara)
- Raimund Tschol (bas, wokal)
- Roland Testi (perkusja)

## Dyskografia

### EPs
- 2003: Rockstar
- 2005: The Broken

### Single
- 2006: Leave Me Alone (Hype/Playground Music)

### Albumy
- 2006: Out of the Light - Into the Night (Hype/Playground Music)
- 2009: 7 Deadly Sins (ASR/Soulfood)

### DVD
- 2005: The Official Bootleg